# Paradosso di d'Alembert
In fluidodinamica il paradosso di d'Alembert consiste nell'osservare che in un fluido sotto le ipotesi di modello a potenziale, che implicano che il flusso sia irrotazionale (quindi a vorticità nulla) e subsonico, non possono svilupparsi forze aerodinamiche poiché esse si ricavano proprio per integrazione della vorticità. 

## Descrizione
Il modello matematico di flusso stazionario a potenziale che descrive perfettamente il comportamento di un fluido non viscoso, anche se certamente non rispecchia la realtà fisica, permette in certi casi di approssimare il comportamento di certi flussi reali ad alto numero di Reynolds.
Jean le Rond d'Alembert fu il primo a rendersi conto come su un corpo immerso in un flusso a potenziale, a prescindere dalla forma, non potesse agire alcuna forza aerodinamica. Questo chiaramente è un grosso limite e mentre allora il modello in discussione sarà buono per tutte le regioni del flusso dove la vorticità può essere considerata nulla, e quindi dove potranno essere trascurati i termini dinamici dovuti alla viscosità, non si avvicinerà minimamente alla realtà nelle zone dove la vorticità sarà decisamente diversa da zero, perché è proprio la viscosità che dà origine alla portanza. Per i corpi aerodinamici ad alti Reynolds la vorticità sarà confinata nello strato limite (che sarà sempre più sottile all'aumentare del numero di Reynolds) e nella scia del corpo.
Tuttavia il modello a potenziale descrive correttamente il comportamento del fluido non viscoso attorno a un corpo che, è esperienza comune, se immerso in un flusso, è quantomeno soggetto a una resistenza e avverte quindi una componente della forza aerodinamica. 
Com'è allora possibile che il modello a potenziale descriva correttamente il comportamento di un fluido non viscoso se nella sua definizione è implicita l'irrotazionalità e la conseguente assenza di forze?
Il paradosso trova una soluzione se affermiamo che la forza aerodinamica è determinata unicamente dalla vorticità presente nella scia e nello strato limite che, per corpi aerodinamici a elevato numero di Reynolds, possono essere considerati così sottili da non alterare la validità dell'ipotesi di campo di moto interamente irrotazionale e consentono dunque l'applicazione del modello a potenziale in tutto lo spazio considerato. All'atto pratico nella valutazione della azioni aerodinamiche, queste osservazioni si ridurranno a opportuni accorgimenti matematici da introdurre nella fase di calcolo.